# Will (film)
Will è un film del 2011 diretto da Ellen Perry, con Damian Lewis e Bob Hoskins.
Il film racconta il viaggio di un bambino tifoso del Liverpool verso Istanbul dove si giocherà la finale della UEFA Champions League del 2005 tra Milan e, appunto, Liverpool.

## Trama
All'inizio del film, Will Brennand, ragazzino di undici anni, tifoso del Liverpool, è in una scuola tenuta da suore nel sud dell'Inghilterra, a causa dell'incapacità del padre Gareth a prendersi cura di lui dopo la morte di sua madre. Gareth arriva un giorno di punto in bianco, con due biglietti per vedere Liverpool giocare contro il Milan in finale di Champions League 2005 a Istanbul.
Purtroppo Gareth muore improvvisamente prima di poterci andare, ma Will è determinato ad andare e onorare la memoria di suo padre, per cui scappa fino in Francia deciso a raggiungere Istanbul da solo. A Parigi gli rubano il portafogli e incontra Alek Zukic, un ex calciatore bosniaco che ha smesso di giocare durante la guerra civile nella ex Jugoslavia. Nonostante la riluttanza iniziale di Alek di mettersi in gioco, egli si ispira alla determinazione e alla volontà del piccolo Will e cerca di aiutarlo a realizzare il suo sogno. I due partono in auto per la Turchia senza i biglietti, dato che i biglietti che Will aveva ricevuto dal padre si erano rivelati falsi. A un certo punto del viaggio, Alek dice a Will che deve andare a trovare delle persone che conosceva, in Bosnia, suo paese d'origine. Qui Will viene a sapere che, molti anni fa quando Will era un calciatore del Sarajevo, aveva regalato un pallone ad un bambino, che lo aveva disgraziatamente calciatore in un terreno minato, ed età quindi rimasto vittima di un'esplosione. Quest'avvenimento aveva traumatizzato Alek, inducendolo ad abbandore il calcio, ed era tornato nel suo paese appunto per chiedere perdono della disgrazia. La determinazione di Will convince Alek ad andare avanti e a superare il trauma, e, sfuggendo alla polizia che sta cercando Will, la cui fuga è diventata una notizia mondiale, giungono ad Istanbul. I due non hanno abbastanza soldi per acquistare i biglietti, ma grazie all'incontro con Kenny Dalglish, Will viene fatto entrare in campo insieme alla squadra prima della partita ed ha l'occasione di parlare con dei giocatori, ottenendo il suo desiderio ed ha la migliore esperienza di quanto avrebbe mai potuto immaginare in occasione della finale, risolta poi proprio col trionfo dei Reds ai calci di rigore.